# Irokotv
Irokotv est un service de vidéo à la demande consacré au cinéma nigérian. C'est l'un des premiers sites de streaming de films en ligne grand public d'Afrique, qui donne accès à plus de 5 000 titres de films Nollywood. irokotv fait partie d'iROKO Limited, qui est l'une des sociétés de divertissement d'Afrique. 
irokotv a été lancé le 1er décembre 2011. Sa société mère, iROKO Partners, a été fondée par Jason Njoku et Bastian Gotter en décembre 2010, avec son siège à Londres, au Royaume-Uni. irokotv est l'un des distributeurs numériques légaux de films africains dans le monde,.
Alors qu'il vivait à Londres, le cofondateur d'iroko, Jason Njoku, a réalisé à quel point les films africains étaient devenus populaires. Malgré une demande mondiale croissante, il n'existait aucune option légale pour regarder des films de son pays d'origine. Il a donc décidé de prendre les choses en main et de négocier des accords de licence avec des producteurs nigérians locaux.

## Histoire
Le site web irokotv a été lancé le 1er décembre 2011 par iROKO Partners, qui sont les concédants de licence et les distributeurs de films de Nollywood. Jason Njoku, le PDG de la société, et Bastian Gotter, aujourd'hui directeur de l'exploitation, se sont rencontrés alors qu'ils étaient étudiants ensemble à l'université de Manchester.
Njoku a tenté à plusieurs reprises de créer sa propre entreprise dans les années qui ont suivi l'université, mais a échoué à chaque fois. Njoku a eu l'idée de créer l'entreprise lorsqu'il a eu du mal à obtenir des films Nollywood en ligne pour sa mère, avec qui il vivait à l'époque. Après avoir fait des recherches sur l'industrie Nollywood et constaté le manque d'infrastructures en place pour la distribution internationale des films, Njoku s'est rendu à Lagos, au Nigeria, et a acheté les licences en ligne des films Nollywood directement auprès des producteurs. Après avoir conclu un accord avec YouTube en Allemagne, il a utilisé la plateforme appartenant à Google pour diffuser gratuitement les films Nollywood sous licence sur sa chaîne, Nollywoodlove. La chaîne est devenue extrêmement populaire et a été rentable en peu de temps et a fait l'objet d'un certain nombre de reportages dans la presse internationale, notamment CNBC, CNN et Techcrunch. Le succès de Nollywoodlove a conduit à un investissement du fonds spéculatif américain Tiger Global Management, qui a mené un investissement en deux tours pour un total de 8 millions de dollars US, ce qui en fait l'un des investissements dans une entreprise Dot-com d'Afrique de l'Ouest. Un autre tour d'investissement de 2 millions de dollars, mené par le fonds spéculatif suédois Kinnevik, a suivi en juillet 2012,. La société a, au total, levé 25 millions de dollars d'investissement, ce qui en fait l'une des sociétés Internet ouest-africaines les mieux financées.
irokotv travaille avec la plupart des grandes maisons de production de Nollywood et achète les licences exclusives en ligne de leurs films, dans le but de distribuer les films de Nollywood à un public mondial. Le public de la société se trouve principalement dans la diaspora, les cinq premiers pays étant les États-Unis, le Royaume-Uni, le Canada, l'Allemagne et l'Italie. Njoku est connu comme un pionnier des start-ups technologiques africaines.

## Plafeformes

### Services
irokotv fonctionne selon un modèle économique d'abonnement où les utilisateurs peuvent accéder aux films de Nollywood via une application Android en Afrique, et via une application ou en ligne en Occident. En juin 2015, le PDG et cofondateur d'iROKOtv, Jason Njoku, a annoncé que la société allait fermer le site web et le service de streaming en Afrique, et passer au mobile uniquement à partir de juillet de la même année.

### Bureaux
En 2012, la société a ouvert des bureaux à Londres et à New York et en 2013, elle a ajouté un autre bureau à Johannesbourg.

## Distribution
L'offre principale d'irokotv est une plateforme de streaming vidéo sur Internet de titres sélectionnés de Nollywood (films en anglais et en yoruba). La plateforme compte actuellement environ 5 000 films, ce qui équivaut à environ 10 000 heures de contenu. La société a également noué des partenariats avec des entreprises technologiques mondiales de premier plan, notamment Nokia, qui a lancé l'application irokotv sur le Nokia Lumia en janvier 2013.
Depuis 2014, la société s'est également lancée dans la distribution hors ligne mondiale, et fournit un certain nombre de compagnies aériennes en contenu Nollywood, notamment British Airways, South African Airways, Emirates, Kenya Airways et United Airlines.
irokotv maintient des accords de distribution de contenu avec YouTube, Dailymotion, iTunes, Amazon et Vimeo La société a également des accords de partenariat de contenu avec Tigo, Nollywood Movies, The Africa Channel et Nollywood TV. En mars 2015,iROKOtv a lancé une nouvelle fonctionnalité qui permettra aux abonnés de télécharger des films pour les regarder plus tard hors ligne.
En avril 2015, iROKO a commencé à déplacer une partie de son contenu hors ligne et a lancé deux nouvelles chaînes de télévision, iROKO Play et iROKO Plus sur StarTimes en Afrique, ce à quoi Jason Njoku a répondu : " Nous sommes connus principalement pour être le leader de la diffusion de contenu OTT à travers l'Afrique grâce à irokotv.com, mais avec la migration numérique qui se répand rapidement sur le continent, le moment est venu pour nous de diversifier notre modèle de distribution et de nous développer sur le marché de la télévision.